# 라이언 오쇼네시
라이언 오쇼네시(Ryan O'Shaughnessy, 1992년 9월 27일 ~ )는 아일랜드의 가수이다. 유로비전 송 콘테스트 2018에서 아일랜드 대표로 참가했다.